# Joan Jonas
Joan Jonas (Nueva York, 13 de julio de 1936) es una artista visual estadounidense y pionera en el arte de performance y vídeo. Emergió a finales de los años sesenta y principios de los setenta. Los proyectos de Jonas y sus experimentos proporcionaron la base sobre la que se basaría gran parte del arte de performance en vídeo. Influyó en el arte conceptual, el teatro, las perperformances y otros medios visuales. Vive y trabaja en Nueva York y en Nueva Escocia, Canadá.

## Primeros años
Jonas nació en 1936 en la ciudad de Nueva York. En 1958 concluyó una licenciatura en Historia del Arte por el Mount Holyoke College en South Hadley, Massachusetts. Más tarde estudió escultura y dibujo en la Escuela del Museo de bellas Artes de Boston y recibió un Master of Fine Arts en Escultura por la Universidad de Columbia en 1965. Inmersa en la escena artística neoyorquina de los años sesenta, Jonas estudió con la coreógrafa Trisha Brown durante dos años.
Jonas también trabajó con los coreógrafos Yvonne Rainer y Steve Paxton.

## Obra
Aunque Jonas comenzó su carrera como escultora, para el año 1968 se cambió a lo que sería el territorio en el que destacaría, mezclar la performance con atrezo e imágenes, situada fuera del entorno industrial o natural. Entre 1968 y 1971, Jonas interpretó Mirror Pieces [Piezas de espejo], obras que usaban espejos como atrezo o motivo central. En estas primeras performances, el espejo se convirtió en un símbolo de (auto)retrato, representación, el cuerpo, y lo real frente a lo imaginario, mientras que a veces añadía un elemento de peligro y una conexión con la audiencia que era parte integral de la obra. En Wind (Viento, 1968), Jonas filmó intérpretes pasando estirados a través del campo de visión contra un viento que daba a la coreografía una mística psicológica.
En 1970, Jonas hizo un largo viaje por Japón — donde compró su primera cámara de video y vio teatro Noh, Bunraku y Kabuki — con el escultor Richard Serra. Sus video-performances entre 1972 y 1976 se centraron en un solo actor, la propia artista, interpretando en su loft neoyorquino como Organic Honey [Miel orgánica], su alter ego seminal inventado como una "seductora erótica electrónica", cuyo aspecto de muñeca vista a través de bits reflejados en la cámara exploraba la imagen femenina fragmentada y los cambiantes roles de la mujer. Los dibujos, las ropas, las máscaras, y las interacciones con la imagen grabada eran efectos que ópticamente se relacionaban con la duplicación de percepción y significado. En una obra semejante, Organic Honey's Visual Telepathy (Telepatía visual de Miel Orgánica, 1972), Jonas escanea su propia imagen fragmentada en una pantalla de vídeo. En Disturbances (Perturbaciones, 1973), una mujer nada en silencio por debajo del reflejo de otra mujer. Songdelay (1973), filmada con teleobjetivo y gran angular (que producen los efectos opuestos en profundidad de campo) llevan a los viajes de Jonas por Japón, donde vio grupos de intérpretes de noh palmeando bloques de madera y habiendo movimientos angulosos. En una entrevista en vídeo para el MoMA, Jonas describió su obra como andrógina; anteriores obras estaban más implicadas en la búsqueda de un idioma femenino para el arte, explica, y, a diferencia de la escultura o la pintura, el vídeo era más abierto, menos dominado por los hombres.
En 1975, Jonas apareció como intérprete en la película Keep Busy, del fotógrafo Robert Frank y el novelista-guionista Rudy Wurlitzer.
En 1976 con The Juniper Tree, Jonas llegó a una estructura narrativa a partir de diversas fuentes literarias, tales como los cuentos de hadas, la mitología, la poesía, y las canciones folclóricas, formalizando un método de presentación no lineal muy complejo. Usando un colorido escenario teatral y sonido grabado, The Juniper Tree vuelve a contar un cuento de los hermanos Grimm de una madrastra arqueotípicamente malvada y su familia.
En los años noventa, la serie My New Theater [Mi nuevo teatro] de Jonas se alejó de la dependencia de su presencia física. Las tres piezas investigadas, en secuencia: un bailarín de Cabo Breton y su cultura loca; un perro saltando a través de un aro mientras Jonas dibuja un paisaje; y finalmente, usando piedras, disfraces, objetos cargados de recuerdos, y su perro, en un vídeo sobre el acto de interpretar. También creó 'Revolted by the Thought of Known Places… (Con el estómago revuelto por lugares conocidos..., 1992) y Woman in the Well (La mujer en el pozo, 1996/2000).
En su instalación/performance encargado para Documenta 11, Lines in the Sand (Líneas en la arena, 2002), Jonas investigó temas del propio yo y del cuerpo en una instalación de performance basada en el poema épico de H.D. (Hilda Doolittle) "Helen in Egypt" (Helena en Egipto, 1951–55), que reelabora el mito de Helena de Troya. Jones ambientó muchas de sus primeras performances en The Kitchen, incluyendo Funnel (1972) y la proyección de Vertical Roll (1972). En The Shape, The Scent, The Feel of Things [La forma, el olor, el sentido de las cosas], producido por The Renaissance Society en 2004, Jonas se inspira en obras de Aby Warburg sobre imagineríahopi.
Desde 1970, Jonas ha pasado parte de cada verano en el Cabo Bretón. Ha vivido y trabajado en Grecia, Marruecos, la India, Alemania, los Países Bajos, Islandia, Polonia, Hungría e Irlanda.
Las obras de Jonas fueron interpretadas por vez primera en los años sesenta y setenta por algunos de los más influyentes artistas de su generación, incluidos Richard Serra, Robert Smithson, Dan Graham y Laurie Anderson. Aunque es muy conocida en Europa sus rompedoras performances se conocen menos en los Estados Unidos, donde, como escribió el crítico Douglas Crimp sobre su obra en 1983, "la ruptura que se hace en las prácticas modernistas ha sido reprimida posteriormente, se ha suavizado." Aun así, al volverse a representar tanto obras antiguas como recientes, Jonas sigue encontrando nuevas capas de significado en temas y preguntas de género e identidad que han alimentado su arte a lo largo de treinta años.
Para la temporada 2014/2015 en la Ópera Estatal de Viena, Jonas diseñó una imagen a gran escala (176 m²) como parte de una serie de exposición "Safety Curtain" [Cortina de seguridad], concebida por museum in progress ("museo en desarrollo").
Jonas también aparece como coreógrafa para la ópera de Robert Ashley Celestial Excursions (Excursiones celestiales) en 2003

### Enseñanza
Desde 1993, Jonas, aunque reside principalmente en Nueva York, ha pasado temporadas en Los Ángeles, impartiendo un curso en Nuevos Géneros en la Escuela de Arte y Arquitectura de la UCLA. En 1994, fue nombrada profesora plena en la Staatliche Akademie der Bildenden Künste de Stuttgart, Alemania. Desde 1998, ha sido profesora de artes visuales en el Instituto Tecnológico de Massachusetts (MIT).

## Exposiciones y Performances

### Performances
Jonas ha hecho performances en numerosas instituciones y locales, incluyendo:
- Centro de Arte Walker, Mineápolis (1974)
- The Kitchen, Nueva York (1975)
- Museo de Arte Moderno de San Francisco (1976)
- Kunstmuseum Bern (2004)
- The Shape, the Scent, the Feel of Things, Dia:Beacon (2006)[16]
- Berkeley Art Museum and Pacific Film Archive (2008)[17]
- PERFORMA 13, (2013)[18]
- Art Night (2016)[19]

### Exposiciones individuales
Entre las exposiciones en solitario de Jonas están:
- Museo Stedelijk (1994)
- Galería Rosamund Felsen, Los Ángeles (2003)
- Pat Hearn Gallery, Ciudad de Nueva York (2003)
- Joan Jonas: Five Works, Museo de Arte de Queens (2003)[20]
- Joan Jonas. Light Time Tales, HangarBicocca, Milán (2014)[21]
- Safety Curtain., Ópera estatal de Viena, Viena (2014/15)[22]

### Exposiciones colectivas
Jonas ha participado en muchas exposiciones colectivas, incluidas:
- Documenta, Kassel, Alemana (Jonas ha participado seis veces desde 1972).[23]
- Point of View: A Contemporary Anthology of the Moving Image, New Museum (2004)[24]
- Wack! Art and the Feminist Revolution, Museo de Arte Contemporáneo de Los Ángeles (2007)[25]

En 2009, expuso en la Bienal de Venecia. En 2015, Jonas representó a los Estados Unidos en la Bienal. Fue la sexta artista femenina en representar a los Estados Unidos en Venecia desde 1990.

## Reconocimiento
A Jonas le han reconocido con becas o premios diversos por coreografía, vídeo y artes visuales de Anonymous Was A Woman (1998); National Endowment for the Arts; la fundación Rockefeller (1990); Contemporary Art Television (CAT) Fund; Television Laboratory at WNET/13, Nueva York; Artists' Television Workshop at WXXI-TV, Rochester, Nueva York; y Deutscher Akademischer Austausch Dienst (DAAD). Jonas ha recibido el premio del Museo de arte moderno de la prefectura de Hyogo en el Festival internacional de videoarte de Tokio, el premio Polaroid de Vídeo, y el Premio de Vídeo del American Film Institute Maya Deren (1989).
En 2009, Jonas recibió el premio a los logros de toda una vida del Museo Solomon R. Guggenheim. Ya en 1976 recibió un premio de la fundación Guggenheim. Y también el National Endowment for the Arts (1974).
En 2012, la homenajearon con motivo de la Gala benéfica de primavera de la Kitchen.
En 2024 recibió el premio Nam June Paik Prize.

## Mercado del arte
Gavin Brown's enterprise representa a Jonas en la ciudad de Nueva York. La Galería Rosamund Felsen hace lo mismo en Los Ángeles.

## Colecciones públicas
La obra de Jonas puede encontrarse en algunas instituciones públicas, entre ellas:
- MoMA, Nueva York[7]
- Museo Solomon R. Guggenheim, Nueva York[33]
- Tate Modern, Londres

## Para saber más
- {{cita libro |nombre=Susan|apellido=Morgan | título=I Want to Live in the Country (And Other Romances) | año=2007 | editorial=[[The MIT Press]] | isbn=1-84638-025-1}}
- Maufras, Frederic. "Joan Jonas". Parachute 121, para-para, enero-marzo de 2006. http://www.parachute.ca/para_para/21/para21_Maufras2.html Archivado el 5 de octubre de 2011 en Wayback Machine.